# Josep Torra i Mundet
Josep Torra i Mundet (Granera, 1922-2016) era empresari agrícola i ramader i va ser alcalde de Granera en tres ocasions entre els anys 1979 i 2003.
Josep Torra i Mundet era pagès i ramader quan es presentà candidat a alcalde de Granera en les primeres eleccions democràtiques després de la guerra civil (el seu pare, Paulí Torra i Masplà, ja n'havia presidit l'ajuntament entre els anys 1940 i 1947). Sortí escollit i exercí d'alcalde dos mandats successius (del 20 d'abril del 1979 al 30 de juny del 1987). Perdé les eleccions del 87 per dos vots (en el global del municipi), recuperà l'alcaldia el 15 de juny del 1991, i tornà a perdre-la el 7 de juliol del 1995, aquest cop per un vot. L'any 1999 obtingué novament la vara d'alcalde, ara en representació de CiU, i ocupà el càrrec del 13 de juny al 25 de juny del 2003. No es presentà a la reelecció.
Presidí l'Associació recreativa de Granera i la Societat de Caçadors.